# تشاد كينش
تشاد كينش (بالإنجليزية: Chad Kinch) مواليد 22 مايو 1958 في نيوجيرسي - الوفاة 03 أبريل 1994، كان لاعب كرة سلة أمريكي. بدأ مسيرته الاحترافية في سنة 1980. تم اختياره من قبل فريق كليفلاند كافالييرز خلال الدرافت. بلغ طوله 6 قدم 4 بوصة (1.9 م). اعتزل اللعب في 1981. لعب مع كليفلاند كافالييرز ودالاس مافيريكس.

## روابط خارجية
- تشاد كينش على موقع إن بي أي (الإنجليزية)
- تشاد كينش على موقع سبورتس رفرنس (الإنجليزية)
- تشاد كينش على موقع كلية كرة السلة في سبورتس رفرنس.كوم (الإنجليزية)
- تشاد كينش على موقع ريلجم (الإنجليزية)
- تشاد كينش على موقع بروبوليرز (الإنجليزية)